# Lijst van burgemeesters van Borssele
Dit is een lijst van burgemeesters van de voormalige Nederlandse gemeente Borssele tot die gemeente in 1970 opging in de gemeente Borsele.
| Ambtsperiode | Naam burgemeester    | Partij of stroming | Bijzonderheden                                                                                                   |
| ------------ | -------------------- | ------------------ | --- |
| 1811 - 1830  | Izaak Paardekooper   |                    | overleed 15 december 1830                                                                                        |
| 1831 - 1840  | Marinus van Wijngen  |                    | was raadslid en 1e assessor, overleed 23 januari 1840                                                            |
| 1840 - 1849  | Dirk (D.) Wisse      |                    | was raadslid en assessor, overleed 19 september 1857                                                             |
| 1849 - 1878  | Izaak (I.) Rottier   |                    | |
| 1878 - 1905  | Jan (J.) Rottier Lz. |                    | |
| 1905 - 1930  | J.L. Richel          |                    | |
| 1930 - 1936  | H.C. Rutgers         |                    | |
| 1936         | A.A. Elenbaas        |                    | waarnemend, tevens burgemeester van 's-Heer Arendskerke (1933-1942)                                              |
| 1936 - 1951  | Gerrit Adriaan Bax   |                    | tevens waarnemend burgemeester van Ellewoutsdijk (1942-1945?), later burgemeester van Hendrik-Ido-Ambacht        |
| 1952 - 1966  | P.J. Dominicus       | CHU                | vanaf 1961 waarnemend, voorheen burgemeester van Rilland-Bath                                                    |
| 1966 - 1970  | Dimmen (D.) Lodder   | CHU                | tevens burgemeester van Driewegen (1956-1970) en Ellewoutsdijk (1956-1970), later burgemeester van 's-Gravendeel |